# Adenocarpus bacquei
Adenocarpus bacquei är en ärtväxtart som beskrevs av Jules Aimé Battandier och Charles-Joseph Marie Pitard. Adenocarpus bacquei ingår i släktet Adenocarpus och familjen ärtväxter. Inga underarter finns listade i Catalogue of Life.